# Pierre Cartellier

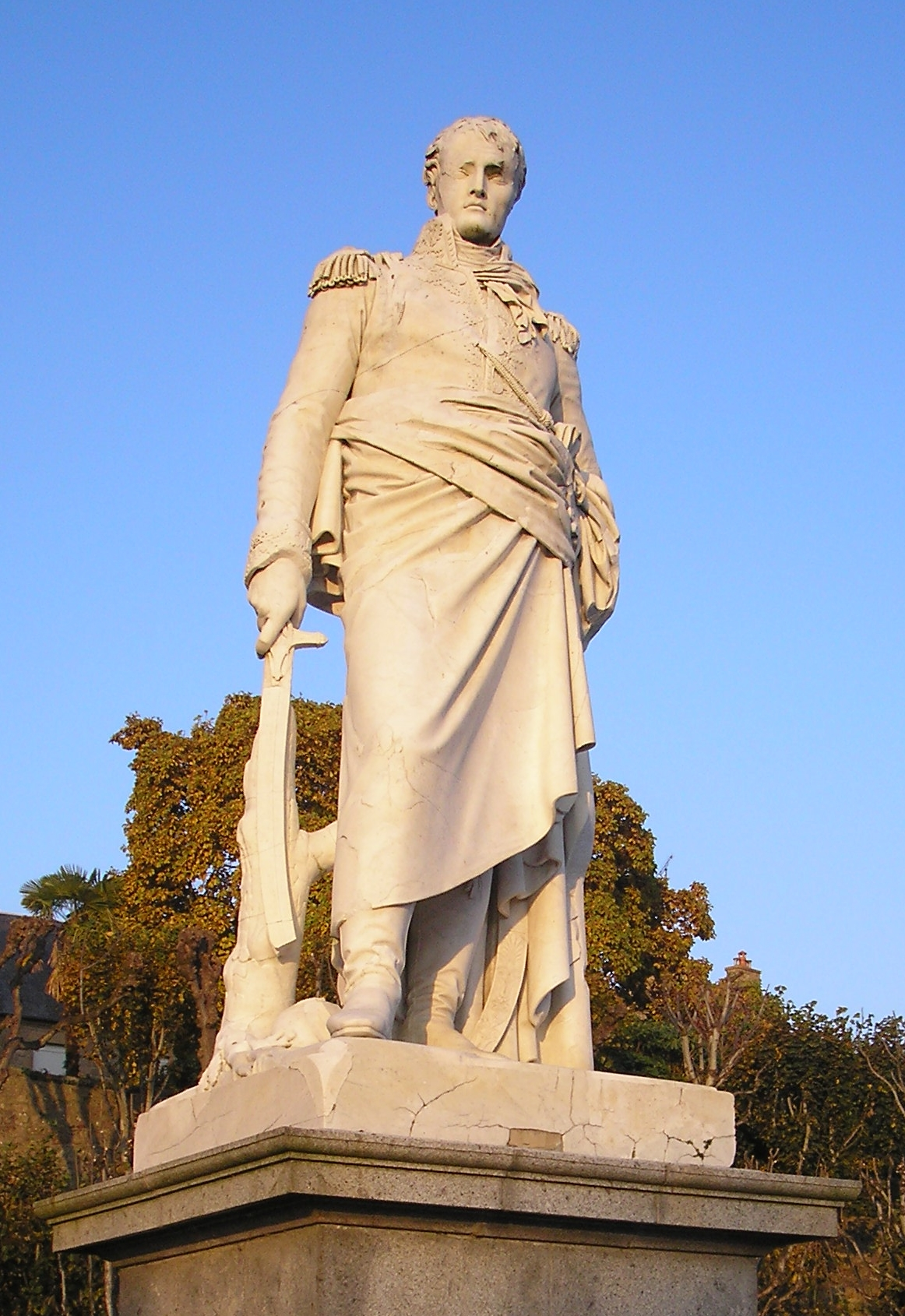
Beeld van generaal Valhubert voor de Pont de la Concorde in Parijs.

Pierre Cartellier (Parijs, 2 december 1757 – 12 juni 1831) was een Frans beeldhouwer.

## Biografie
Cartellier studeerde aan de École Gratuite de Dessin in Parijs en in het atelier van Charles-Antoine Bridan, alvorens naar de Académie Royale te gaan. Tijdens de Franse Revolutie maakte hij deel uit van een team van beeldhouwers die de Kerk van Genoveva van Parijs omvormden tot het Panthéon.
Cartellier leefde in een tijd dat oude werken als standaarden werden gebruikt voor kunst. In 1801 verkreeg hij grote bekendheid met een pleisteren versie van de Capitolijnse Venus. Tijdens de Restauratie kreeg hij de opdracht om het bronzen ruiterstandbeeld van koning Lodewijk XIV van Frankrijk te maken. Dit beeld is tegenwoordig te zien in de cour d'honneur van Versailles. Cartellier kon tijdens zijn leven echter alleen het paard voltooien. Zijn schoonzoon Louis Petitot maakte het beeld nadien af.
Cartellier maakte ook het model voor het bronzen beeld van Vivant Denon, dat tegenwoordig zijn tombe in het Cimetière du Père-Lachaise siert. Cartelliers bekendste werk maakte hij in 1825, toen hij van Eugène en Hortense de Beauharnais de opdracht kreeg een beeld te maken voor de tombe van hun moeder, Joséphine de Beauharnais.
Cartellier werd benoemd tot lid van het Institut de France, het Legioen van Eer (1808) en kreeg de Orde van Sint-Michiel. Hij gaf les aan de École des Beaux-Arts in Parijs.
- Biblioteca Nacional de España: XX5047847
- Bibliothèque nationale de France: cb14971278f (data)
- Gemeinsame Normdatei: 122698312
- International Standard Name Identifier: 0000 0001 1442 3715
- Base Léonore: LH//437/62
- RKD-Nederlands Instituut voor Kunstgeschiedenis: 248890
- Système universitaire de documentation: 167647482
- Union List of Artist Names: 500013993
- Virtual International Authority File: 39650185
- WorldCat: E39PBJxRGpw3g6MPmCWGHKWJjC